# Ivan Jankovskij
Ivan Michajlovič Jankovskij (* 25. srpna 1987 Minsk) je běloruský zápasník–volnostylař.

## Sportovní kariéra
Zápasení se věnuje od 7 let v rodném Minsku. Vrcholově se připravuje v armádním tréninkovém středisku SKA pod vedením Anatolije Jermaka. Specializoval se na volný styl. V běloruské mužské reprezentaci se pohyboval od roku 2006 ve váze do 84 kg, kde byl reprezentační dvojkou za Osetem Soslanem Gatcijevem. Od roku 2011 startoval ve váze do 96 (97) kg, ve které bojoval o pozici reprezentační jedničky s Dagestáncem Ruslanem Šejchovem. V roce 2012 prohrál se Šejchovem nominaci na olympijské hry v Londýně. V roce 2016 neuspěl v olympijské kvalifikaci na olympijské hry v Riu a Bělorusko tak němelo ve váze do 97 kg zastoupení. Začátkem roku 2017 podstoupil operaci kolene. Na žíněnku se vrátil v roce 2018 v neolympijské váze do 92 kg.

## Výsledky
| Olympijské hry     | —  |     |     |    | —  |     |     |    | —  |     |    |     | —  |   |     |     |  |  |  |  |  |  |  |  |
| Mistrovství světa  |    | —   | —   | —  |    | —   | —   | —  |    | úč. | —  | úč. |    | — | 2.  | úč. |  |  |  |  |  |  |  |  |
| Evropské hry       |    |     |     |    |    |     |     |    |    |     |    | —   |    |   |     | —   |  |  |  |  |  |  |  |  |
| Mistrovství Evropy | —  | —   | 8.  | —  | 7. | úč. | úč. | 7. | 3. | úč. | 3. | —   | 2. | — | úč. | —   |  |  |  |  |  |  |  |  |
| MS juniorů         | —  | úč. | úč. | 8. |    |     |     |    |    |     |    |     |    |   |     |     |  |  |  |  |  |  |  |  |
| ME juniorů         | —  | úč. | 7.  | 7. |    |     |     |    |    |     |    |     |    |   |     |     |  |  |  |  |  |  |  |  |
| ME dorostenců      | 5. |     |     |    |    |     |     |    |    |     |    |     |    |   |     |     |  |  |  |  |  |  |  |  |